# Vilhelm af Storbritannien (1721-1765)
Prins Vilhelm, Hertug af Cumberland (engelsk: Prince William, Duke of Cumberland) (26. april 1721 – 31. oktober 1765) var en britisk prins og hertug af Cumberland. Han var den tredje og yngste søn af Kong Georg 2. af Storbritannien i hans ægteskab med Caroline af Ansbach. 
Han er bedst kendt for den rolle, han spillede i at slå det jakobittiske oprør ned i Slaget ved Culloden i 1746, hvor Jakob 2. af Englands sønnesøn Bonnie Prince Charles blev slået og herefter jagtet i fire måneder over hele det skotske højland, inden det lykkedes ham at komme tilbage til Frankrig.